# Hypena callilinea
Hypena callilinea är en fjärilsart som beskrevs av Bethune-Baker 1908. Hypena callilinea ingår i släktet Hypena och familjen nattflyn. Inga underarter finns listade i Catalogue of Life.